# 合生铁角蕨
合生铁角蕨（学名：Asplenium adnatum），为铁角蕨科铁角蕨属下的一个植物种。